# Saarland op de Olympische Zomerspelen 1952
Saarland nam als land dat sinds 1949 onder bestuur stond van Frankrijk, deel aan de Olympische Zomerspelen 1952 in Helsinki, Finland. Het zou de eerste en tegelijk ook laatste Olympische deelname blijken te zijn. In 1957 sloot het land zich aan bij Duitsland. In 1956 had het ook aan de Spelen kunnen deelnemen, maar toen werd een verenigd Duits team afgevaardigd dat sporters uit zowel Saarland, West-Duitsland en Oost-Duitsland omvatte.
Het voetbalelftal had zich ingeschreven voor het voetbaltoernooi, maar trok zich voor de wedstrijd in de voorronde tegen Oostenrijk terug.
De in Saarland geboren Therese Zenz (geboren op 15 oktober 1932 in Merzig), eindigde bij het kanovaren op de negende plaats. In 1956 en 1960, dan uitkomend voor het Duits Eenheidsteam, zou ze drie zilveren medailles winnen. In 1964 zou ze de coach zijn van de goudenmedaillewinnaars Roswitha Esser en Annemarie Zimmermann.

## Resultaten en deelnemers per onderdeel

### Atletiek
| Olympiër                                             | Discipline             | Resultaat | Prestatie                             |
| ---------------------------------------------------- | ---------------------- | --------- | ------------------------------------- |
| Toni Breder                                          | verspringen (m)        | 19e       | kwalificatie groep A: 8ste met 6,88m  |
| Willi Burgard                                        | hink-stap-springen (m) | 29e       | kwalificatie groep A: 15de met 13,86m |
|                                                      |                        |           |                                       |
| Hilde Antes                                          | 80m horden (v)         | 25e       | serie 2: 4de in 12,0                  |
| Hilde Antes Inge Eckel Ursel Finger Inge Glashörster | 4x100m (v)             | 13e       | serie 1: 5de in 49,0                  |
| Ursel Finger                                         | verspringen (v)        | 25e       | kwalificatie groep A: 11de met 5,27m  |

### Boksen
| Olympiër       | Discipline | Resultaat | Prestatie                                                            |
| -------------- | ---------- | --------- | -------------------------------------------------------------------- |
| Helmut Hofmann | -51kg (m)  | 17e       | 1ste ronde: V van KOR Han: knock-out                                 |
| Kurt Schirra   | -57kg (m)  | 9e        | 1ste ronde: W van VEN Aranguren: 2-1 2de ronde: V van HUN Erdei: 0-3 |
| Willi Rammo    | -71kg (m)  | 17e       | 1ste ronde: V van AUT Hamberger: 0-3                                 |

### Turnen
| Olympiër                                                                                  | Discipline               | Resultaat | Prestatie     |
| ----------------------------------------------------------------------------------------- | ------------------------ | --------- | ------------- |
| Norbert Dietrich                                                                          | vloer (m)                | 173e      | 13,85 punten  |
| Rolf Lauer                                                                                | vloer (m)                | 144e      | 15,90 punten  |
| Walter Müller                                                                             | vloer (m)                | 164e      | 14,80 punten  |
| Heinz Ostheimer                                                                           | vloer (m)                | 126e      | 16,35 punten  |
| Arthur Schmitt                                                                            | vloer (m)                | 154e      | 15,25 punten  |
| Fred Wiedersporn                                                                          | vloer (m)                | 137e      | 16,15 punten  |
| Norbert Dietrich                                                                          | sprong (m)               | 176e      | 13,90 punten  |
| Rolf Lauer                                                                                | sprong (m)               | 161e      | 16,20 punten  |
| Walter Müller                                                                             | sprong (m)               | 128e      | 17,35 punten  |
| Heinz Ostheimer                                                                           | sprong (m)               | 110e      | 17,65 punten  |
| Arthur Schmitt                                                                            | sprong (m)               | 173e      | 14,50 punten  |
| Fred Wiedersporn                                                                          | sprong (m)               | 128e      | 17,40 punten  |
| Norbert Dietrich                                                                          | brug (m)                 | 147e      | 15,85 punten  |
| Rolf Lauer                                                                                | brug (m)                 | 157e      | 15,40 punten  |
| Walter Müller                                                                             | brug (m)                 | 140e      | 16,20 punten  |
| Heinz Ostheimer                                                                           | brug (m)                 | 167e      | 14,60 punten  |
| Arthur Schmitt                                                                            | brug (m)                 | 106e      | 17,55 punten  |
| Fred Wiedersporn                                                                          | brug (m)                 | 176e      | 12,90 punten  |
| Norbert Dietrich                                                                          | rekstok (m)              | 133e      | 15,95 punten  |
| Rolf Lauer                                                                                | rekstok (m)              | 143e      | 15,25 punten  |
| Walter Müller                                                                             | rekstok (m)              | 106e      | 16,80 punten  |
| Heinz Ostheimer                                                                           | rekstok (m)              | 177e      | 9,80 punten   |
| Arthur Schmitt                                                                            | rekstok (m)              | 87e       | 17,30 punten  |
| Fred Wiedersporn                                                                          | rekstok (m)              | 143e      | 15,25 punten  |
| Norbert Dietrich                                                                          | ringen (m)               | 94e       | 17,45 punten  |
| Rolf Lauer                                                                                | ringen (m)               | 165e      | 14,6 punten   |
| Walter Müller                                                                             | ringen (m)               | 151e      | 15,45 punten  |
| Heinz Ostheimer                                                                           | ringen (m)               | 114e      | 16,80 punten  |
| Arthur Schmitt                                                                            | ringen (m)               | 87e       | 17,65 punten  |
| Fred Wiedersporn                                                                          | ringen (m)               | 176e      | 12,75 punten  |
| Norbert Dietrich                                                                          | paard voltige (m)        | 156e      | 13,15 punten  |
| Rolf Lauer                                                                                | paard voltige (m)        | 137e      | 14,30 punten  |
| Walter Müller                                                                             | paard voltige (m)        | 150e      | 13,60 punten  |
| Heinz Ostheimer                                                                           | paard voltige (m)        | 109e      | 15,95 punten  |
| Arthur Schmitt                                                                            | paard voltige (m)        | 94e       | 16,55 punten  |
| Fred Wiedersporn                                                                          | paard voltige (m)        | 121e      | 15,35 punten  |
| Norbert Dietrich                                                                          | meerkamp individueel (m) | 155e      | 90,15 punten  |
| Rolf Lauer                                                                                | meerkamp individueel (m) | 150e      | 91,70 punten  |
| Walter Müller                                                                             | meerkamp individueel (m) | 143e      | 94,20 punten  |
| Heinz Ostheimer                                                                           | meerkamp individueel (m) | 153e      | 91,15 punten  |
| Arthur Schmitt                                                                            | meerkamp individueel (m) | 119e      | 98,80 punten  |
| Fred Wiedersporn                                                                          | meerkamp individueel (m) | 156e      | 89,80 punten  |
| Norbert Dietrich Rolf Lauer Walter Müller Heinz Ostheimer Arthur Schmitt Fred Wiedersporn | meerkamp team (m)        | 155e      | 481,80 punten |

### Kanovaren
| Olympiër                 | Discipline     | Resultaat | Prestatie                                    |
| ------------------------ | -------------- | --------- | -------------------------------------------- |
| Heinrich Heß Kurt Zimmer | K-2 1000m (m)  | 13e       | serie 2: 4de in 4.01,4                       |
| Heinrich Heß Kurt Zimmer | K-2 10000m (m) | 12e       | 48.05,6                                      |
|                          |                |           |                                              |
| Therese Zenz             | K-1 500m (v)   | 13e       | serie 3: 3de in 2.26,9 finale: 9de in 2.27,9 |

### Roeien
| Olympiër                                                            | Discipline      | Resultaat | Prestatie                                                                         |
| ------------------------------------------------------------------- | --------------- | --------- | --------------------------------------------------------------------------------- |
| Günther Schütt                                                      | skiff (m)       | 7e        | serie 2: 3de in 7.58,4 herkansingen: 1ste in 7.38,4 herkansingen 2: 2de in 7.42,9 |
| Klaus Hahn Herbert Kesel                                            | twee-zonder (m) | 7e        | serie 2: 3de in 7.58,4 herkansingen: 1ste in 7.38,4 herkansingen 2: 2de in 7.42,9 |
| Werner Biel Hans Krause-Wichmann Achim Krause-Wichmann Hanns Peters | vier-zonder (m) | 8e        |                                                                                   |

### Schermen
| Olympiër                                                       | Discipline      | Resultaat | Prestatie    |
| -------------------------------------------------------------- | --------------- | --------- | ------------ |
| Karl Bach                                                      | floret (m)      | 41e       |              |
| Günther Knödler                                                | floret (m)      | 54e       |              |
| Ernst Rau                                                      | floret (m)      | 49e       |              |
| Karl Bach Günther Knödler Ernst Rau                            | floret team (m) | 11e       | groep 1: 3de |
| Karl Bach                                                      | sabel (m)       | 49e       |              |
| Günther Knödler                                                | sabel (m)       | 56e       |              |
| Ernst Rau                                                      | sabel (m)       | 44e       |              |
| Karl Bach Walter Brödel Günther Knödler Ernst Rau Willi Rößler | sabel team (m)  | 11e       | groep 1: 3de |

### Schietsport
| Olympiër           | Discipline                 | Resultaat | Prestatie   |
| ------------------ | -------------------------- | --------- | ----------- |
| Ludwig Gräf        | 50m geweer 3 houdingen (m) | 38e       | 1089 punten |
| Hans Eschenbrenner | 50m geweer liggend (m)     | 52e       | 384 punten  |
| Ludwig Gräf        | 50m geweer liggend (m)     | 40e       | 381 punten  |

### Worstelen
| Olympiër       | Discipline     | Resultaat      | Prestatie                                                                                             |
| Grieks-Romeins | Grieks-Romeins | Grieks-Romeins | Grieks-Romeins                                                                                        |
| -------------- | -------------- | -------------- | --- |
| Werner Zimmer  | -52kg (m)      | 14e            | 1ste ronde: V van GER Weber 2de ronde: V van FIN Honkala                                              |
| Norbert Kohler | -57kg (m)      | 10e            | 1ste ronde: W van GUA Johnston 2de ronde: V van GER schmitz 3de ronde: V van SWE Persson: 0-3         |
| Erich Schmidt  | -67kg (m)      | 10e            | 1ste ronde: V van EGY Hussain: 0-3 2de ronde: W van GRE Petmezas: 3-0 3de ronde: W van BEL Cools: 3-0 |

### Zwemmen
| Olympiër       | Discipline          | Resultaat | Prestatie              |
| -------------- | ------------------- | --------- | ---------------------- |
| Georg Mascetti | 400m vrije slag (m) | 50e       | serie 1: 7de in 5.31,2 |

Argentinië · Australië · Bahama's · België · Bermuda · Birma · Brazilië · Brits-Guiana · Bulgarije · Canada · Ceylon · Chili · China · Cuba · Denemarken · Duitsland · Egypte · Filipijnen · Finland · Frankrijk · Goudkust · Griekenland · Groot-Brittannië · Guatemala · Hongarije · Hongkong · Ierland · IJsland · India · Indonesië · Iran · Israël · Italië · Jamaica · Japan · Joegoslavië · Libanon · Liechtenstein · Luxemburg · Mexico · Monaco · Nederland · Nederlandse Antillen · Nieuw-Zeeland · Nigeria · Noorwegen · Oostenrijk · Pakistan · Panama · Polen · Portugal · Puerto Rico · Roemenië · Saarland · Singapore ·  Sovjet-Unie · Spanje · Thailand · Trinidad en Tobago · Tsjecho-Slowakije · Turkije · Uruguay · Venezuela · Verenigde Staten · Vietnam · Zuid-Afrika · Zuid-Korea · Zweden · Zwitserland